# Piaroes
Els piaroes o wötjüja són un poble indígena que viu en les ribes del Orinoco i els seus rius tributaris en l'actual Veneçuela i en algunes altres zones de Veneçuela i Colòmbia. S'estima que la població supera les 20 mil persones.

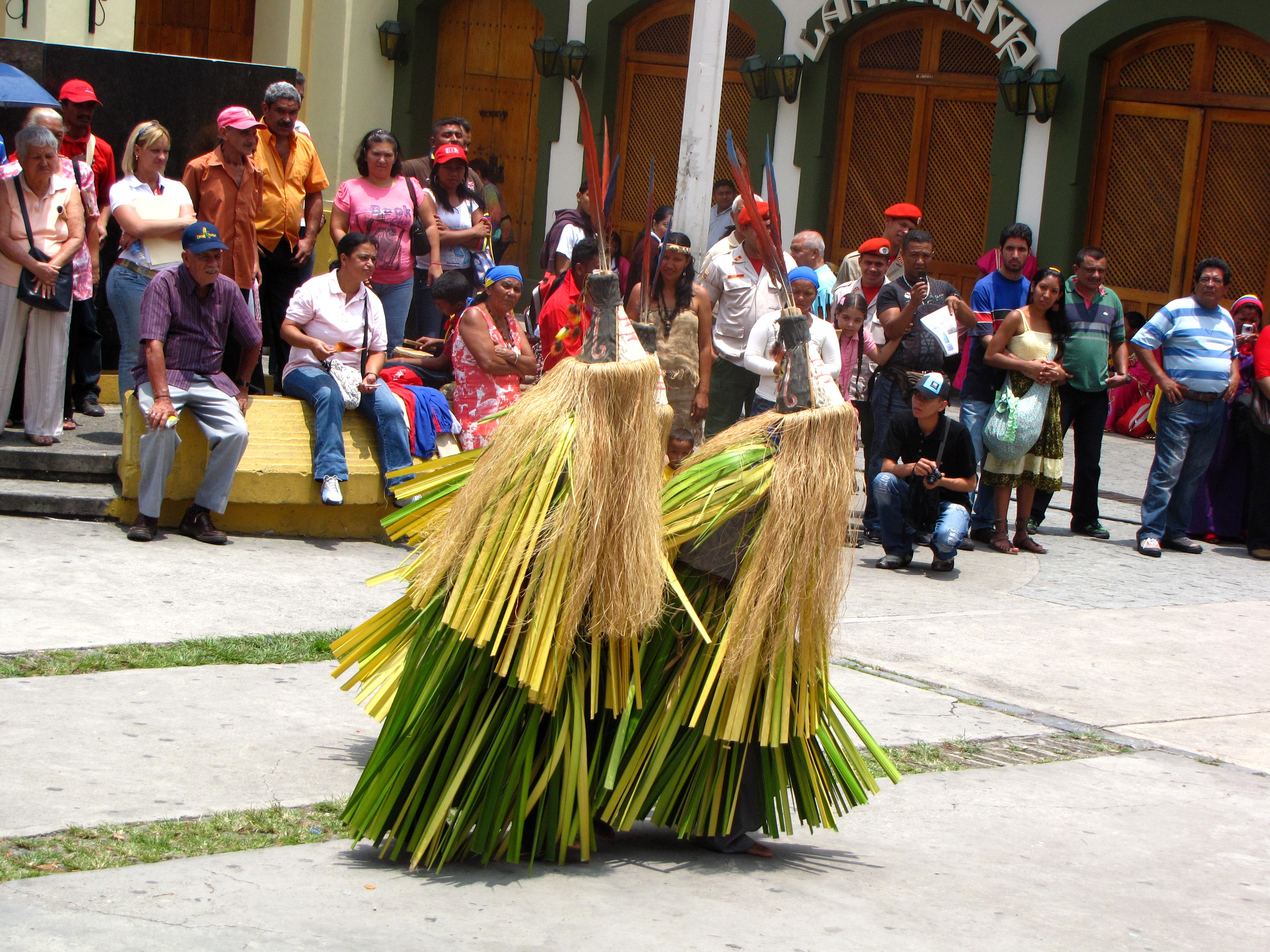
Dansa piaroa

Altres noms per a aquest poble són wotiheh, ohothuha, wóthuha o dearwa.

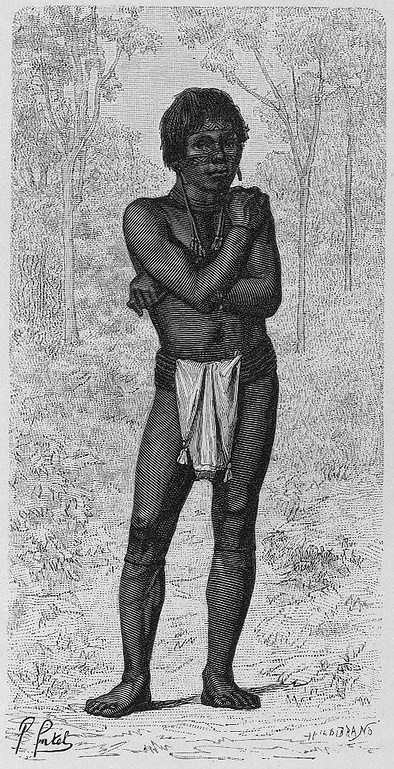
Dibuix d'un piaroa

## Característiques
La cultura material i econòmica dels piaroa és típica de la regió guayanesa-amazònica.

### Producció
La seva subsistència està basada en el cultiu de rotació, la cacera, la pesca i la recol·lecció de vegetals silvestres i microfauna tal com aranyes, erugues, cucs, tèrmits, cicades i larves. A més de les activitats directament dirigides a l'obtenció d'aliments, un aspecte integral de la seva economia de subsistència és la manufactura de diversos artefactes tecnològics: cistelles, terrisseria, fusteres, pintures, verins, teixits, torxes, plomatge, collarets, ceres, gomes, màscares, sarbatanes, tela d'escorça i totumes.
Aquesta indústria nativa es basa en el coneixement i ús d'un gran nombre de plantes de l'hàbitat piaroa. Els artefactes de treball, aliments, ornaments, béns rituals, resines i colorants, no sols són utilitzats en els ambients domèstics i religiosos sinó també constitueixen la base d'un sistema intercomunitari d'intercanvi, per mitjà del qual obtenen també els béns occidentals (els ganivets, hams, roba, etc.).
Els piaroa proveeixen de béns agrícoles a les poblacions criolles, subministrant una bona proporció de les fruites i subproductes de la iuca consumits en Puerto Ayacucho.

### Cultura dels piaroas
El reducte més pur de la cultura tradicional piaroa es troba en l'Alt Cuao de l'estat de l'Amazones (Veneçuela), zona d'accés difícil amb una topografia molt accidentada i coberta per una capa densa de bosc. Allí, mantenen formes culturals relativament autòctones, com ara: assentament dispers i seminòmada, una tecnologia antiga de fabricació els artefactes tradicionals. Sostenen l'economia de subsistència, una xarxa de microcircuits d'intercanvis comercials entre comunitats veïnes i la cosmovisió autòctona. També mantenen elements de la seva cultura material com els guayucos blancs de cotó adornats, cases comunitàries de forma cònica-el·líptica amb sostres de palma que arriben fins al sòl, sarbatanes amb fletxes humitejades amb curare, pintures vegetals, embarcacions monóxiles i canaletes.
La cultura actual dels piaroa és producte del mestissatge dels supervivents d'altres grups indígenes que habitaven el seu actual territori i que per un efecte de gravitació demogràfica es van concentrar i van barrejar amb els grups muntanyesos de piaroa, que havien aconseguit resistir millor els efectes despobladors de la colonització. gràcies a la seva dispersió i al difícil accés dels seus territoris. Per això, un dels perfils més resaltants de la seva conformació sociocultural és la mescla de trets, que en algun moment degueren pertànyer a grups desapareguts del seu actual territori com els maipuri, els avani, els sereu, els mabu, el quiruba i els atures, entre d'altres.
Uns altres piaroas que han migrat riu avall són més transculturizats. Aquests viuen en comunitats nucleades i sedentàries, han adoptat vestimentes no tradicionals, estan integrats als mercats regionals, tenen contactes freqüents amb els pobles criolls i han adoptat religions occidentals.
Els piaroas es consideren socis comercials de confiança de l'Amazones veneçolà l'activitat de les quals és un tret definitori de la sociologia d'aquest grup. No obstant això, l'activitat comercial que abans era extremadament diversificada i incloïa béns de diferents línies com a instruments de treball, aliments, ornaments, béns rituals, resines i colorants, s'ha limitat als béns agrícoles requerits per les poblacions criolles. Una bona proporció de fruites i subproductes de la iuca consumits en Puerto Ayacucho arriben gràcies al comerç amb els piaroa.

### Organització social
Un fet que ressalta dels piaroes és la seva negació absoluta a l'exercici de la violència física o verbal. Severs en el seu autocontrol (quan no medien factors pertorbadors com l'alcohol), rigorosos i disciplinats, s'horroritzen d'aquell que no és capaç de domesticar les seves emocions. Per això, enfront de les destemplanzas tendeixen a fugir temorosos del perill representat pel descontrol. L'homicidi és desconegut a causa de la creença que qui el comet mor immediatament en horribles condicions.
Els piaroa també són notables per l'igualitari de les seves societats, que alguns científics descriuen com anarquistes. Aquests posen un gran valor en l'autonomia i llibertat individuals i són conscients de la importància d'assegurar que ningú estigui sota les ordres d'algú més. Per a això també es preocupen que ningú prengui control sobre recursos socioeconòmics que permetin limitar la llibertat d'uns altres. La jerarquia dels piaroes és modesta i a pesar que els líders comunals sempre són homes, alguns experts arriben fins i tot a dubtar del domini masculí sobre els habitants.

## Idioma
Els piaroes parlen el seu propi idioma, que forma part de la família sáliba. En els últims temps s'ha desenvolupat un sistema d'escriptura per a aquesta llengua.